# Campeonato Mundial Feminino de Xadrez de 1962
O Campeonato Mundial Feminino de Xadrez  de 1962 foi a 13ª edição da competição sendo disputada em um match entre a então campeã Elisaveta Bykova  e a desafiante Nona Gaprindashvili. A disputa foi realizada em Moscou entre 18 de setembro e 17 de outubro e a vencedora foi Nona Gaprindashvili que se tornou a quinta campeã mundial.
|                         | 1 | 2 | 3 | 4 | 5 | 6 | 7 | 8 | 9 | 10 | 11 | Total |
| ----------------------- | - | - | - | - | - | - | - | - | - | -- | -- | ----- |
| URSElisabeth Bykova     | ½ | 0 | 0 | 0 | ½ | 0 | 0 | ½ | ½ | 0  | 0  | 2     |
| URS Nona Gaprindashvili | ½ | 1 | 1 | 1 | ½ | 1 | 1 | ½ | ½ | 1  | 1  | 9     |